# Oostenrijkse presidentsverkiezingen 2010
De Oostenrijkse presidentiële verkiezingen in 2010  vonden plaats op 25 april. Het waren de 12e verkiezingen sinds 1951. Aan de verkiezingen namen Heinz Fischer, Barbara Rozenkranz (FPÖ) en Rudolf Gehring (CPÖ) deel. Fischer wist de verkiezingen te winnen met tachtig procent van de stemmen.

## Verkiezingen
De zittende president Heinz Fischer was lid van de Sociaaldemocratische Partij van Oostenrijk, maar had zijn lidmaatschap gedurende de periode van zijn presidentschap opgeschort. Fischer kondigde op 23 november 2009 zich verkiesbaar te stellen voor een tweede termijn. Op dat moment had hij een goedkeuringspercentage van 80 procent.
De Oostenrijkse Volkspartij kondigde in februari 2010 aan geen kandidaat te nomineren. De Bond voor de Toekomst van Oostenrijk wilde aanvankelijk Claudia Haider nomineren, de weduwe van Jörg Haider. Dit zou eventueel kunnen gebeuren in samenwerking met De Groenen en de Vrijheidspartij van Oostenrijk. De partij zag daar uiteindelijk vanaf omdat er weinig kans van slagen was.
De Vrijheidspartij nomineerde Barbara Rosenkranz. Ook de Christelijke Partij van Oostenrijk nomineerde een kandidaat, namelijk Rudolf Gehring. Beide kandidaten waren uiteindelijk kansloos tegen Fischer die met tachtig procent van de stemmen won.

## Uitslag
De opkomst lag historisch laag, met slechts 54% van de stemgerechtigden die gingen stemmen.
| Kandidaat - partij                                         |           |            |
| Kandidaat - partij                                         | Stemmen   | Percentage |
| ---------------------------------------------------------- | --------- | ---------- |
| Heinz Fischer – Sociaaldemocratische Partij van Oostenrijk | 2.508.373 | 79,33      |
| Barbara Rosenkranz - Vrijheidspartij van Oostenrijk        | 481.923   | 23,24      |
| Rudolf Gehring - Christelijke Partij van Oostenrijk        | 171.668   | 5,43       |
| Ongeldig aantal stemmen                                    | 137.501   | 4,35       |
| Totaal                                                     | 3.161.964 | 100,00     |